# Коалиция единства (Коста-Рика)
Коалиция единства (исп. Coalición Unidad) — бывшая политическая коалиция правых оппозиционных партий в Коста-Рике.

## История
Коалиция единства была создана в 1970-х годах и выступала против тогдашней правящей левоцентристской Партии национального освобождения. В коалицию вошли четыре партии: Народный союз (либеральная), Христианско-демократическая партия (христианская демократия), Республиканская кальдеронистская (кальдеронизм) и Демократическое обновление (социал-демократия). После первичных выборов, на которых победил Родриго Карасо Одио, коалиция выставила его кандидатом в президенты на выборах 1978 года, на которых он одержал победу. В 1983 году Коалиция объединилась в Социально-христианскую единую партию.

## Участие в выборах

### Президентские выборы
| Выборы | Кандидат                        | Голосов | %      | Место | Результат |
| ------ | ------------------------------- | ------- | ------ | ----- | --------- |
| 1978   | Родриго Карасо Одио             | 419 824 | 50,5 % | 1/8   | Победа    |
| 1982   | Рафаэль Анхель Кальдерон Фурнье | 542 434 | 33,6 % | ▲ 1/6 | Поражение |

### Парламентские выборы
| Выборы | Лидер                           | Голосов | %       | Мест     | +/-   | Место  | Положение     |
| ------ | ------------------------------- | ------- | ------- | -------- | ----- | ------ | ------------- |
| 1978   | Родриго Карасо Одио             | 356 215 | 43,41 % | 27 из 57 | новая | 1/15   | Правительство |
| 1982   | Рафаэль Анхель Кальдерон Фурнье | 277 998 | 29,08 % | 18 из 57 | ▼ 9   | ▼ 2/16 | Оппозиция     |